# Guido Tschugg
Guido Tschugg (ur. 14 maja 1976) – niemiecki kolarz górski, brązowy medalista mistrzostw świata.

## Kariera
Największy sukces w karierze Guido Tschugg osiągnął w 2006 roku, kiedy to wywalczył brązowy medal w four crossie podczas mistrzostw świata w Rotorua. W zawodach tych wyprzedzili go jedynie Czech Michal Prokop i Roger Rinderknecht ze Szwajcarii. Ponadto dwukrotnie stawał na podium klasyfikacji końcowej Pucharu Świata w kolarstwie górskim w four crossie: w sezonie 2008 był drugi za Rafaelem Álvarezem z Hiszpanii, a cztery lata wcześniej zajął trzecie miejsce za Czechem Michalem Prokopem i Brianem Lopesem z USA. Nigdy nie startował na igrzyskach olimpijskich.